# Andrzej Nałęcz-Korzeniowski

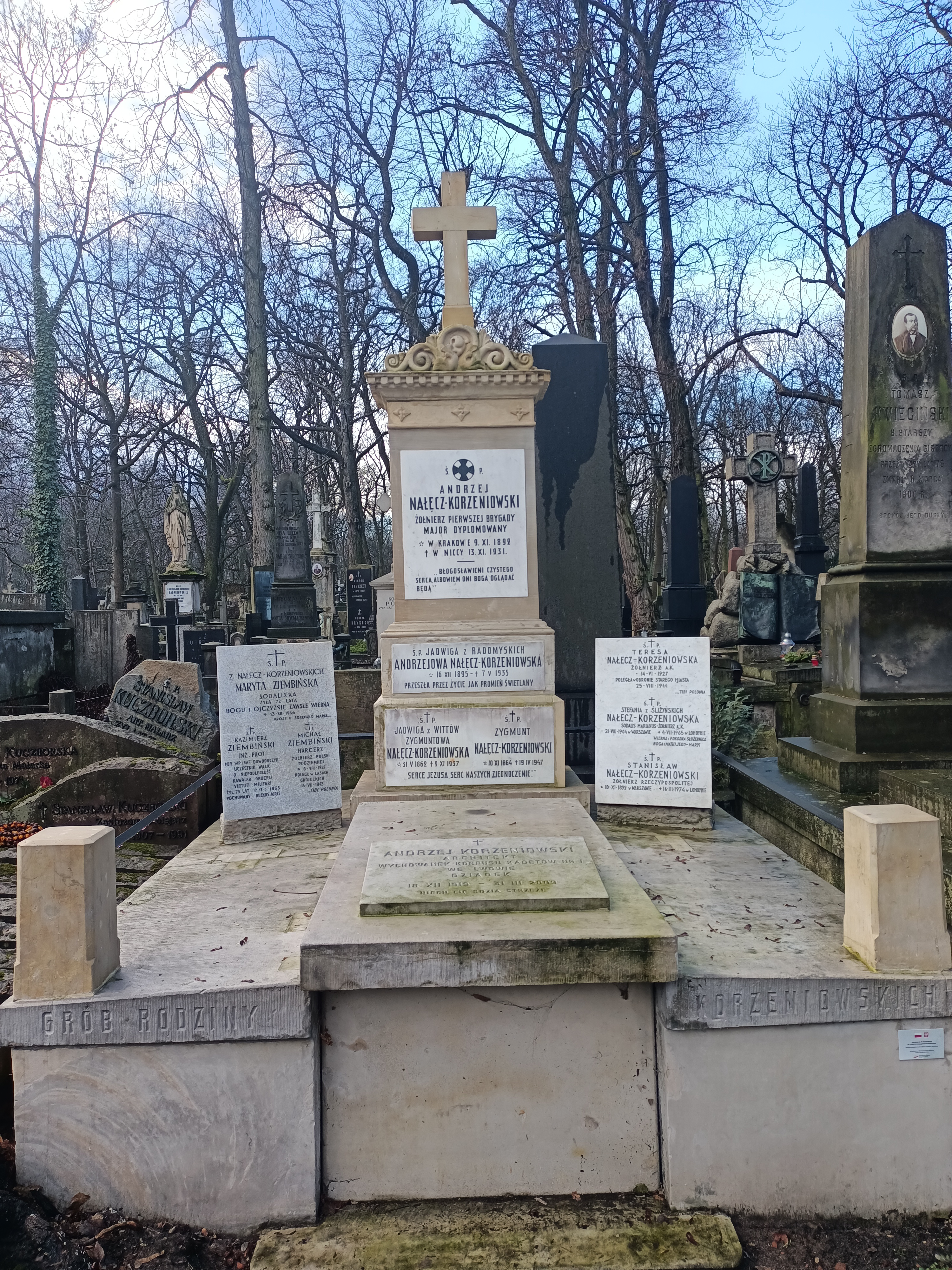
Grób Andrzeja Nałęcza-Korzeniowskiego na cmentarzu Powązkowskim

Andrzej Nałęcz-Korzeniowski (ur. 9 listopada 1892, zm. 13 listopada 1931 w Nicei) – major dyplomowany piechoty Wojska Polskiego, artysta plastyk.

## Życiorys
Rozpoczął studia prawnicze na Uniwersytecie Jagiellońskim, należał do Polskich Drużyn Strzeleckich. 1 sierpnia 1914 wstąpił do drużyny strzeleckiej, która funkcjonowała wówczas na równi z oddziałem partyzanckim. W tym czasie prowadził aktywną działalność werbunkową, gdy powstał Naczelny Komitet Narodowy Andrzej Nałęcz-Korzeniowski wszedł w skład Departamentu Wojskowego, był zaangażowany w działalność polityczną Polskiej Organizacji Narodowej. 9 października 1914 w Jakubowicach awansował do stopnia podporucznika. Następnie służył w sztabie I Brygady Legionów, pełnił funkcję kierownika kancelarii, a w późniejszym czasie był oficerem referatów operacyjnego i personalnego. We wrześniu 1916 Józef Piłsudski podał się do dymisji, Nałęcz-Korzeniowski przeszedł do sztabu dowodzonego przez pułkownika Edwarda Śmigłego-Rydza, gdzie awansował na dowódcę plutonu 3 kompanii, 1 pułku piechoty, a następnie adiutanta 1 pułku piechoty. Na stopień podporucznika kancelaryjnego został mianowany ze starszeństwem z 1 listopada 1916 roku. 12 kwietnia 1917 roku pełnił służbę w Komendzie I Brygady Legionów Polskich.
Po powstaniu Polskiego Korpusu Posiłkowego część żołnierzy została zwolniona, Nałęcz został zwolniony 15 września 1917. Skierowano go na kurs dla oficerów rezerwy pod Triestem, z którego 10 grudnia został skierowany do 20 pułku piechoty armii austriackiej kwaterującej w Tarnowie. 28 czerwca 1918 został zwolniony ze służby na podstawie zaświadczenia potwierdzającego przebytą w dzieciństwie gruźlicę kości ograniczającą sprawność. Zgłosił się do Polskiej Organizacji Wojskowej, został mianowany dowódcą krakowskiej kompanii akademickiej. Wkrótce został przeniesiony do Warszawy, gdzie w Komendzie Naczelnej został oficerem do zleceń. Po 1918 należał do najbardziej zaufanych adiutantów marszałka Józefa Piłsudskiego, kierował Gabinetem Ministra Spraw Wojskowych.
W okresie od 3 listopada 1922 roku do 15 października 1923 roku był słuchaczem II Kursu Doszkolenia Wyższej Szkoły Wojennej w Warszawie. Po ukończeniu kursu i uzyskaniu tytułu naukowego oficera Sztabu Generalnego przydzielony został do Oddziału IV Sztabu Generalnego w Warszawie. 31 marca 1924 roku awansował na majora ze starszeństwem z dniem 1 lipca 1923 roku i 37. lokatą w korpusie oficerów piechoty. Z dniem 31 grudnia 1924 roku został przeniesiony w stan nieczynny na okres sześciu miesięcy z prawem do pełnego uposażenia. Mieszkał wówczas w Warszawie przy ulicy Koszykowej 67/12. W grudniu 1925 roku pozostawał w dyspozycji Ministra Spraw Wojskowych. W 1928 roku pełnił służbę w Wojskowym Biurze Historycznym w Warszawie pozostając oficerem nadetatowym 36 pułku piechoty Legii Akademickiej. W listopadzie 1928 roku ogłoszono jego przeniesienie do Gabinetu Ministra Spraw Wojskowych. Z dniem 31 lipca 1931 roku został przeniesiony w stan nieczynny na okres sześciu miesięcy z równoczesnym oddaniem do dyspozycji Ministra Spraw Zagranicznych. Minister Spraw Zagranicznych powierzył mu funkcję polskiego konsula w Nicei, gdzie zmarł nagle 13 listopada 1931 roku, w wielu 39 lat. Pochowany 14 grudnia 1931 roku na cmentarzu Powązkowskim w Warszawie (kwatera 26-1-17/18).
14 grudnia 1931 roku został pośmiertnie mianowany podpułkownikiem ze starszeństwem z dniem 1 stycznia 1932 roku w korpusie oficerów piechoty.
Był autorem karty tytułowej do wydanego w maju 1915 pierwszego numeru „Wiarusa Baonowego”, periodyku ilustrowanego, który był wydawany dla żołnierzy na froncie. Cztery miesiące później był współprojektantem odznak legionowych, były to odznaki stopni majora, podpułkownika i pułkownika.
Był żonaty z Jadwigą z Radomyskich (1895–1935), redaktorką Towarzystwa Wydawniczego „Bluszcz”, z którą miał syna.

## Ordery i odznaczenia
- Krzyż Niepodległości – 20 stycznia 1931 „za pracę w dziele odzyskania niepodległości”[13]
- Krzyż Kawalerski Orderu Odrodzenia Polski – 10 listopada 1928 „za zasługi na polu pracy niepodległościowej”[14][15]
- Krzyż Walecznych trzykrotnie[16]
- Krzyż Kawalerski Orderu Legii Honorowej (Francja)[16]
- Krzyż Oficerski Orderu Lwa Białego (Czechosłowacja, wręczono 1928)[17]